# Л-10 «Менжинець»
| Л-10 «Менжинець»                                                                | Л-10 «Менжинець» | Л-10 «Менжинець» |
| ------------------------------------------------------------------------------- | --- | --- |
| Л-10 «Менжинец»                                                                 | | |
|                                                                                 | | |
| Схематичне зображення підводного човна типу «Ленінець» серії XI                 | | |
| Верф                                                                            | завод № 198, Миколаїв/завод № 202, Владивосток | завод № 198, Миколаїв/завод № 202, Владивосток |
| Під прапором                                                                    | СРСР | СРСР |
| Належність                                                                      | Військово-морський флот СРСР | Військово-морський флот СРСР |
| Порт приписки                                                                   | Владивосток | Владивосток |
| Закладений                                                                      | 10 червня 1934 | 10 червня 1934 |
| Спуск на воду                                                                   | 18 грудня 1936 | 18 грудня 1936 |
| Введений до складу флоту                                                        | 17 грудня 1937 | 17 грудня 1937 |
| Перейменований                                                                  | Б-10 | Б-10 |
| Виведений зі складу флоту                                                       | 20 лютого 1959 | 20 лютого 1959 |
| На службі                                                                       | 1937—1959 | 1937—1959 |
| Бойовий досвід                                                                  | Друга світова війна | Друга світова війна |
| Проєкт                                                                          | | |
| Тип ПЧ                                                                          | підводний мінний загороджувач | підводний мінний загороджувач |
| Основні характеристики                                                          | | |
| Швидкість (надводна)                                                            | 14,5 вузлів | 14,5 вузлів |
| Швидкість (підводна)                                                            | 8,5 вузли | 8,5 вузли |
| Робоча глибина занурення                                                        | 75 м | 75 м |
| Гранична глибина занурення                                                      | 90 м | 90 м |
| Дальність плавання                                                              | надводна: 3 400 миль (6 300 км) на швидкості 14 вузлів (25,9 км/год) або 7 500 миль (13 900) на 10 вузлах підводна: 12,8 миль (23,7 км) на швидкості 8,5 вузлів (15,7 км/год) або 135 миль (250) на 2,5 вузлах | надводна: 3 400 миль (6 300 км) на швидкості 14 вузлів (25,9 км/год) або 7 500 миль (13 900) на 10 вузлах підводна: 12,8 миль (23,7 км) на швидкості 8,5 вузлів (15,7 км/год) або 135 миль (250) на 2,5 вузлах |
| Автономність плавання                                                           | 28 діб | 28 діб |
| Екіпаж                                                                          | 52 особи | 52 особи |
| Розміри                                                                         | | |
| Довжина найбільша (по КВЛ)                                                      | 79,9 м | 79,9 м |
| Ширина корпусу найб.                                                            | 7,3 м | 7,3 м |
| Середня осадка (по КВЛ)                                                         | 4,3 м | 4,3 м |
| Водотоннажність надводна                                                        | 1040 т | 1040 т |
| Силова установка                                                                | | |
| Дизель-електрична: 2 × дизельних двигуни 42БМ6 2 × електродвигуни ПГ84/50+84/50 | | |
| Гвинти                                                                          | 2 | 2 |
| Потужність                                                                      | 2 х 1100 к. с. (дизельні двигуни) 2 х 650 к. с. (електродвигуни) | 2 х 1100 к. с. (дизельні двигуни) 2 х 650 к. с. (електродвигуни) |
| Озброєння                                                                       | | |
| Артилерія                                                                       | 1 × 102-мм гармата Б-2 | 1 × 102-мм гармата Б-2 |
| Торпедно- мінне озброєння                                                       | 6 × 533-мм носових торпедних апарати (10 торпед) та 20 мін типу ПЛТ | 6 × 533-мм носових торпедних апарати (10 торпед) та 20 мін типу ПЛТ |
| ППО                                                                             | 1 × 45-мм напівавтоматична універсальна гармата 21-К | 1 × 45-мм напівавтоматична універсальна гармата 21-К |

Л-10 «Менжинець» (рос. Л-10 «Менжинец») — радянський військовий корабель, дизель-електричний підводний мінний загороджувач серії XI (II-біс) типу «Ленінець» Військово-морського флоту СРСР за часів Другої світової війни. Закладений 10 червня 1934 року на заводі № 198 у Миколаєві під заводським номером 285 та найменуванням «Менжинець». Підводний човен був розібраний на секції і потім залізницею перевезений до Владивостока, де на заводі № 202 (Дальзавод) проводилася його остаточна збірка. 18 грудня 1936 року Л-10 спущений на воду, і 17 грудня 1937 року увійшов до складу Тихоокеанського флоту.
У бойових діях участі не брав. 10 червня 1949 року підводний човен отримав позначення Б-10. 20 лютого 1959 року його вивели з бойового складу, роззброїли та переробили на плавучу зарядову станцію «ЗАС-18».